# Myrmecina americana
Myrmecina americana är en myrart som beskrevs av Carlo Emery 1895. Myrmecina americana ingår i släktet Myrmecina och familjen myror. Inga underarter finns listade i Catalogue of Life.

## Bildgalleri

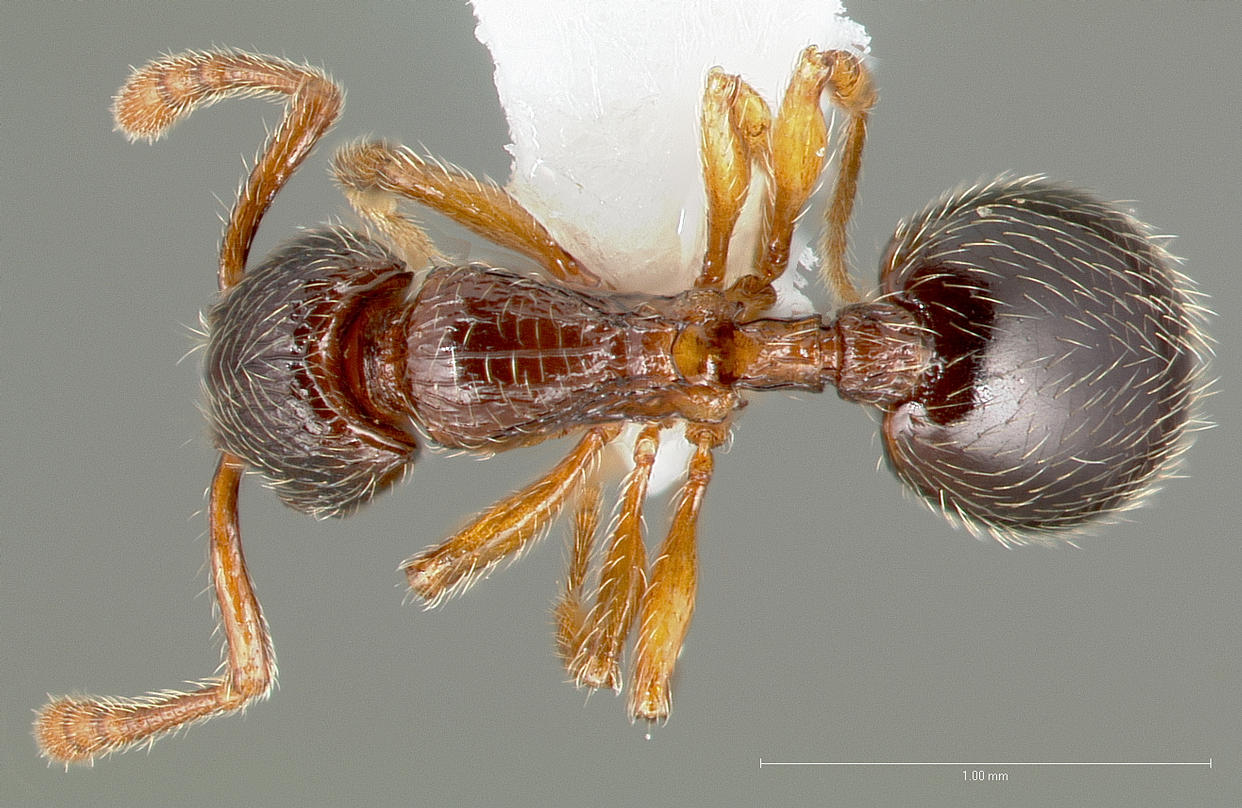
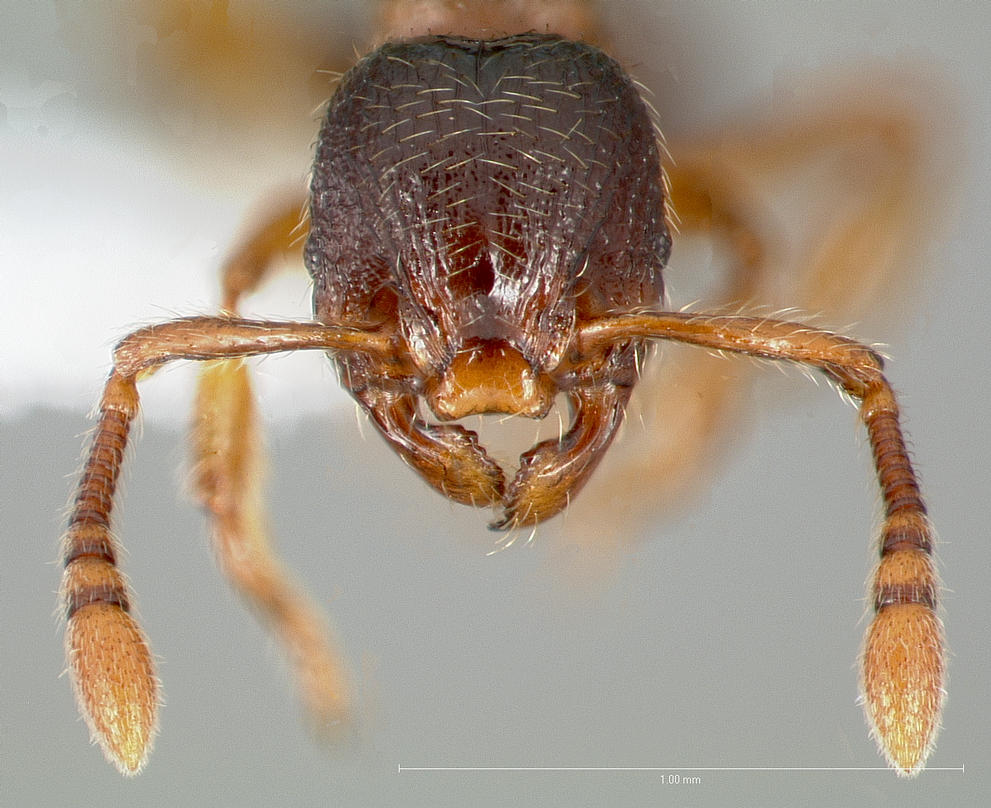
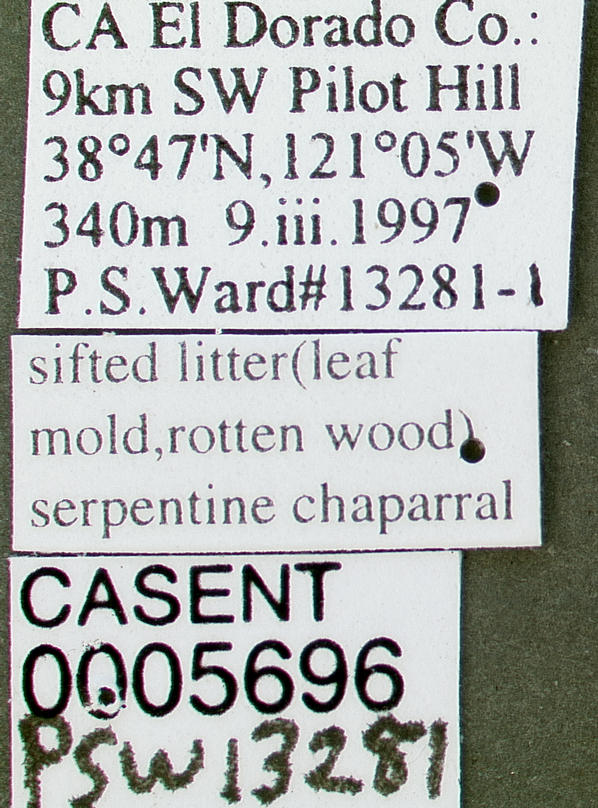
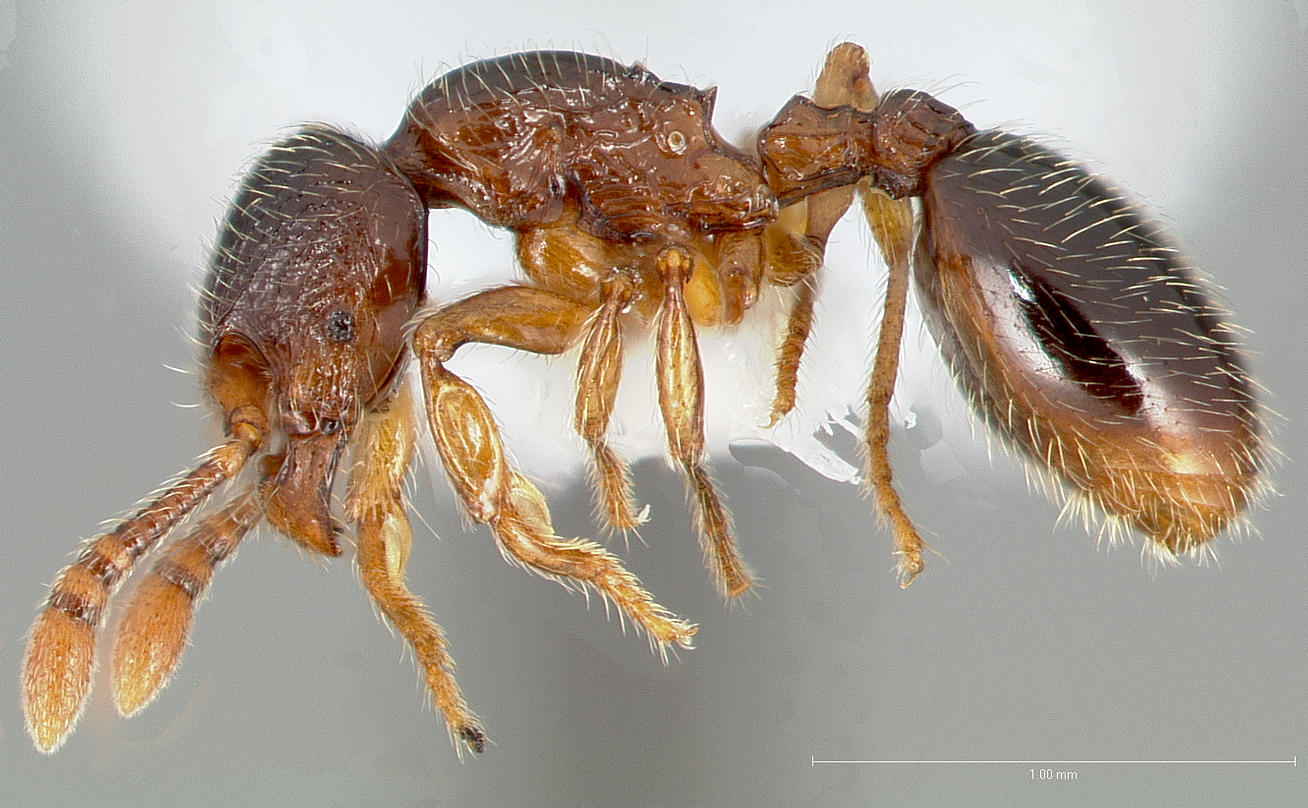
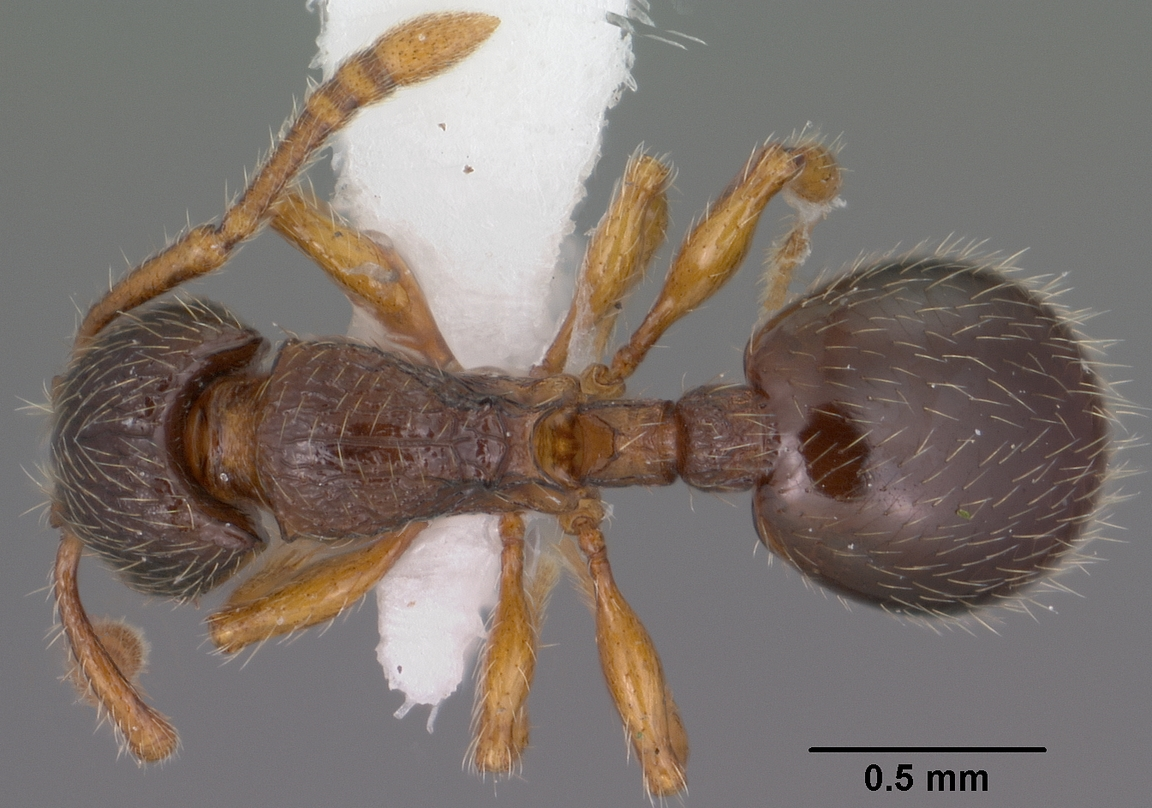
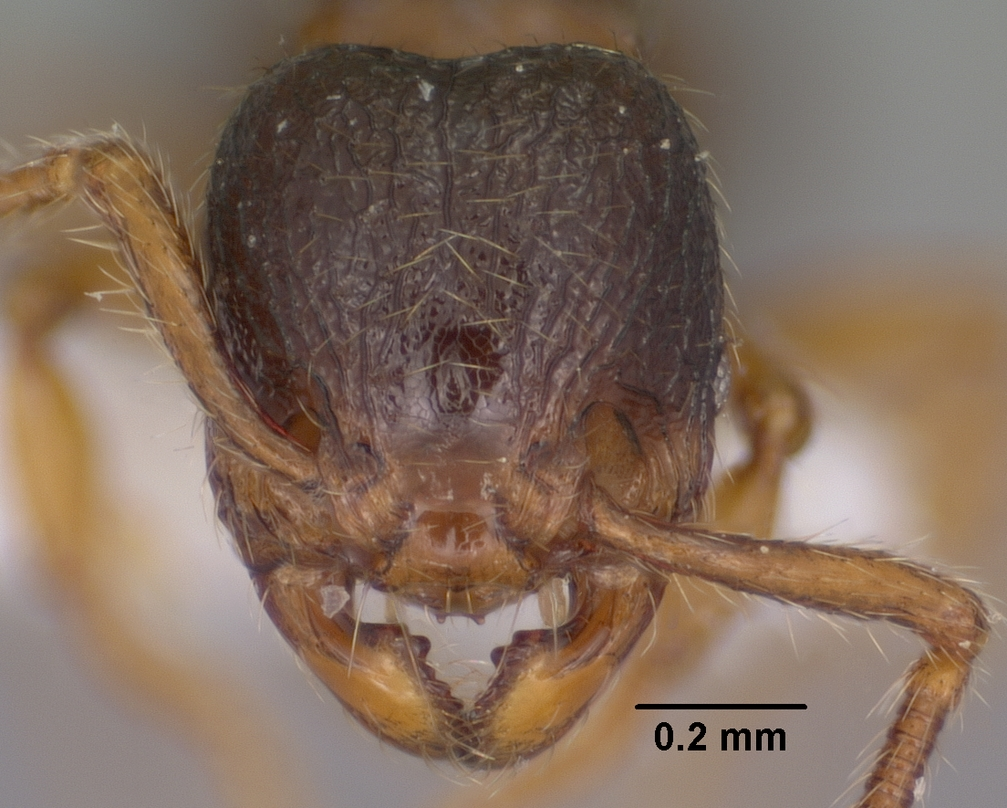